# GODIUS
『GODIUS(ガディウス)』は、韓国のEast Entertainment社が開発したMMORPG。
日本では当初サクセスによって運営が行われ、2001年10月10日のβテストを経て2002年2月1日より正式サービスへ移行した。2007年5月1日にサクセスのゲーム部門がベクターの子会社化することで運営が移管。その後2019年5月8日にはライオンズフィルムへ運営移管されている。
2025年7月23日、サービス終了。
23年余りの歴史に幕を閉じた。

## 概要
プレイヤーは、自分の操作するプレイヤーキャラクター(キャラクター)を作り、仮想世界の大陸ガディウスを冒険者として自由に往来しながら、他プレイヤーと交流・取引・戦闘をしたり、モンスターと戦い自分のキャラクターを育てていく。チャットシステムの優秀さからユーザ間の交流が活発であり、βテスト開始以来6年以上経た現在でも、熱烈なファンの多いオンラインゲームである。韓国、台湾でも運営されていたが、台湾は2002年に、韓国は2007年にサービスが終了し、現在運営されているのは日本のみである。
世界観
中世ヨーロッパ風の壮大な神話が織り成す剣と魔法の世界である。ガディウス大陸上に2つの国ベルク、タペリがあり、そのどちらかにキャラクターは所属する。
サーバ
かつてはPKが可能な第1サーバ、PKが不可能な第2サーバが運営されていたが、2009年9月14日をもって第2サーバの運営が停止される。

## ストーリー
舞台は、「神と、神の背に出来た大陸」と呼ばれる、ガディウス。ここでは、神と悪魔の戦いや1000年間も人間同士の戦争があり、それらを乗り越えて人々は神を敬い、平和に過ごしていたが、人々は、更なる平和を求めて、タペリとベルクの王族を結婚させ、平和に大陸を統一しようと考えた。しかし、婚姻の儀式が執り行われるようとした時、タペリの王が神を冒涜する言葉を吐き、苦痛にうめきながら、舌を噛み死亡してしまう。平和と統一を望まない者がベルクにいるという噂が、タペリの民に広まった。一方で、ベルクでも王が突然乱心して、親族や使用人を惨殺、最期は血に染めた剣で、自ら喉を切り裂いて自殺した。ベルクの民は、聖壇に汚物を供え、ガディウスの名を逆さに唱える邪教の徒・タペリの呪いだと考えた。これにより、二つの国の間で激しい憎悪が起こり、それを感知して、悪魔が甦り、悪心を持つ者に取り憑き、無差別に人を襲い始めた。こうして、ガディウスの元で、タペリとベルクによる争い、そして悪魔を交えた三つ巴の戦争が始まった。果たして、この戦いに、勝利するのは一体誰なのか？

## ゲームシステム

### 職業
職業には主職業と副業があり、一つのキャラクターに二つの職業が選択できる。
- 主職業: 戦士、剣闘士、盗賊、聖職者、魔法使い
- 副業: 戦士、聖職者、裁縫士、鍛冶屋、錬金術師、バード

### スキル・パラメーター・特技・魔法・歌
キャラクターの主職業・副業のギルドに行き、ギルドマスターに話しかけることで、スキルやパラメータを強化し、特技・魔法・歌を覚えることができる。

### パーティーシステム
- レベル制限無く最大8キャラクターまでパーティーを作ることが出来る。

### 主な未実装システム
- 図書館
- 城
- 迷宮
- ランキング

## ローカルルール
- 他人が戦っているモンスターを勝手に攻撃することを横殴りと言い、嫌われる行為である。
- なお、ゲームの設定上PKは容認(むしろ推奨)となっているが、経験値の還元がない時、アイテムロストがない時などは実質ノーリスクで他国プレイヤーにPKを行うことの出来るシステムの都合上、あまり歓迎されない風潮がある。
- 週末や祝日・祭日には、地下闘技場と呼ばれるPKに伴うリスクが存在しないマップで行われる戦争というPvPが開催されている。

## 用語・方言
- EK Enemy Killerの略。2国が戦っているという設定のため、同国プレイヤーを攻撃する行為をPKと呼び、他国プレイヤーを攻撃する行為をEKと呼ぶ。
- チャリン 2ショットチャットのこと。2ショットチャットに必要なアイテムであるチャットリングの略。
- モール品、m品 課金アイテムのこと。

## これまでの主な経歴
- 2001年10月10日 - βテスト実施
- 2002年2月1日 - 正式サービス実施